# Agustí Albors i Blanes
Agustí Albors i Blanes (Alcoi, 25 de maig de 1822 - 10 de juliol de 1873) fou un polític valencià, també conegut com el pelletes. Membre del Partit Republicà Democràtic Federal, va ser alcalde d'Alcoi durant la Primera República Espanyola, i va morir violentament durant la revolució del Petroli.

## Biografia
Fill d'un industrial paperer d'idees progressistes, el 1837 ingressà a la Milícia Nacional i el 1840 al Partit Progressista. Participà en la rebel·lió de Boné el 1844, raó per la qual s'hagué d'exiliar a França i fou condemnat en contumàcia a 22 anys de presó. Va tornar arran d'un indult el 1846 i participà en la revolució de 1854.

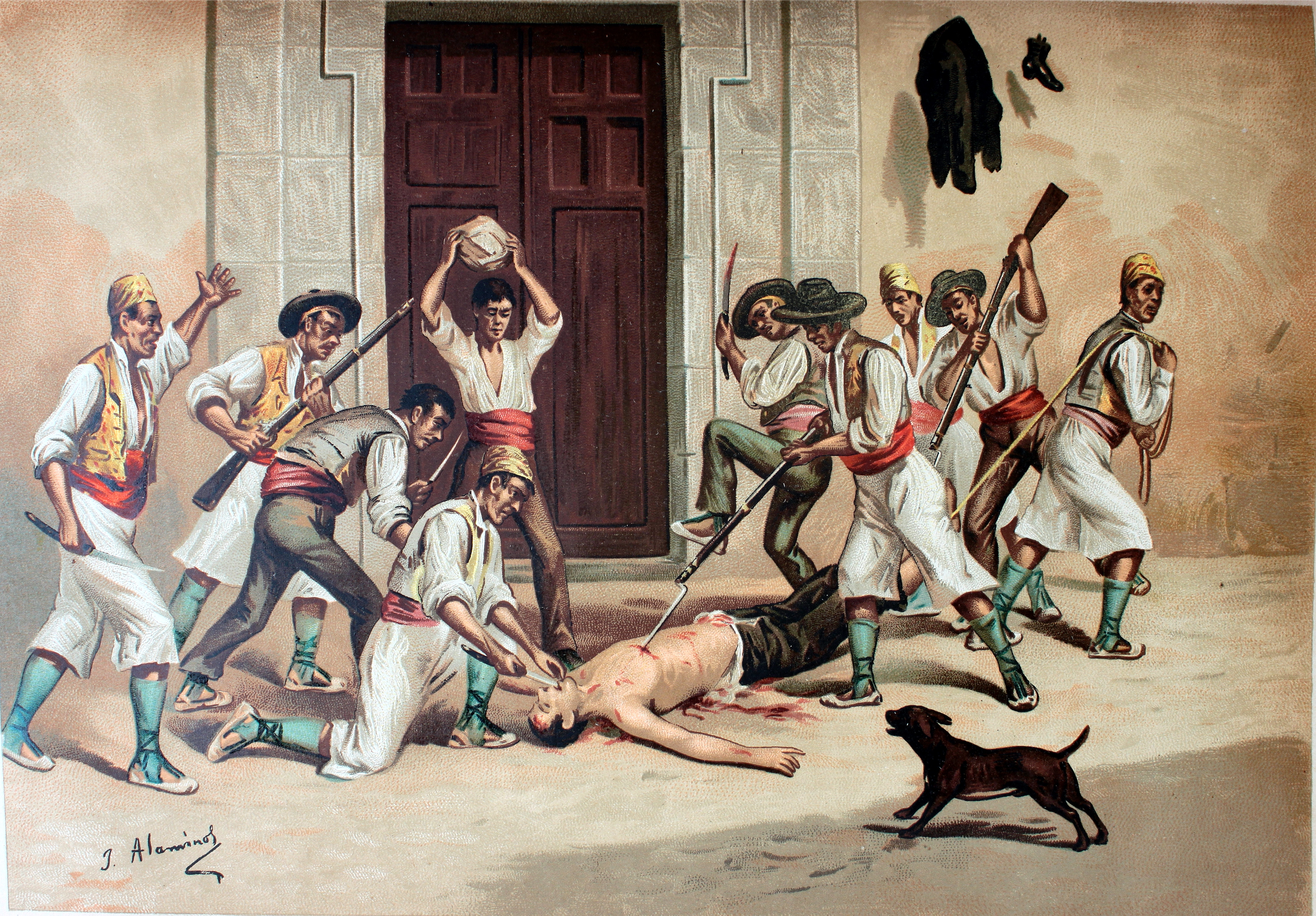
Mort d'Albors

El 1855 fou nomenat tinent d'alcalde d'Alcoi i comandant de la Milícia Nacional, però el 1856 fou destituït per Leopoldo O'Donnell, tot i que fou novament escollit regidor entre 1857 i 1860. Simultàniament es dedicà a fundar dues fàbriques tèxtils i abandonà el Partit Progressista per a passar al Partit Democràtic. Va participar en la revolta del general Joan Prim i Prats contra el govern moderat d'agost de 1867 i fou bandejat a les Illes Marianes, encara que posteriorment fou indultat.
Va dirigir la revolució de 1868 a Alcoi, presidint la Junta Provisional i enfrontant-se a l'exèrcit. Fou designat alcalde i a les eleccions generals espanyoles de 1869 fou elegit diputat a Corts pel Partit Republicà Democràtic Federal, i formà part del Club Democràtic Antón Martín de Madrid.
Va dirigir la revolta federalista a Alcoi l'agost de 1869 i fou escollit novament regidor de l'ajuntament d'Alcoi. Fou nomenat alcalde el 9 de febrer de 1873, i fou qui proclamà la Primera República Espanyola. Quan el juliol l'AIT va declarar la vaga general a Alcoi va utilitzar la força pública contra els vaguistes, raó per la qual fou assassinat i el seu cos arrossegat pels carrers d'Alcoi durant l'anomenada revolució del Petroli.